# Bangi (Arghakhanchi)
Bangi (nep. बाँगी) – gaun wikas samiti w zachodniej części Nepalu w strefie Lumbini w dystrykcie Arghakhanchi. Według nepalskiego spisu powszechnego z 2011 roku liczył on 1076 gospodarstw domowych i 4410 mieszkańców (2541 kobiet i 1869 mężczyzn).